# Iglesia de Santa Eulalia (Cerratón de Juarros)
La iglesia de Santa Eulalia de Mérida es una iglesia parroquial católica situada en la localidad burgalesa de Cerratón de Juarros (España). Está dedicada a Santa Eulalia de Mérida.
El templo se encuentra en ruinas, con la torre desmochada; una capilla nueva sirve como parroquia. Cuenta con ábside con contrafuertes y conserva imágenes de Santa Eulalia, San Roque y San José con el Niño Jesús, y una cruz del siglo XVII.